# Invicta FC 23
Invicta FC 23: Porto vs. Niedzwiedz foi um evento de artes marciais mistas (MMA) produzido pelo Invicta Fighting Championships, realizado no dia 20 de maio de 2017, no Scottish Rite Temple, em Kansas City, Missouri.

## Background
O evento  foi encabeçado por Vanessa Porto contra Aga Niedzwiedz. 